# Serranillos del Valle
Serranillos del Valle è un comune spagnolo di 1 759 abitanti situato nella comunità autonoma di Madrid.